# 西区 (大田広域市)

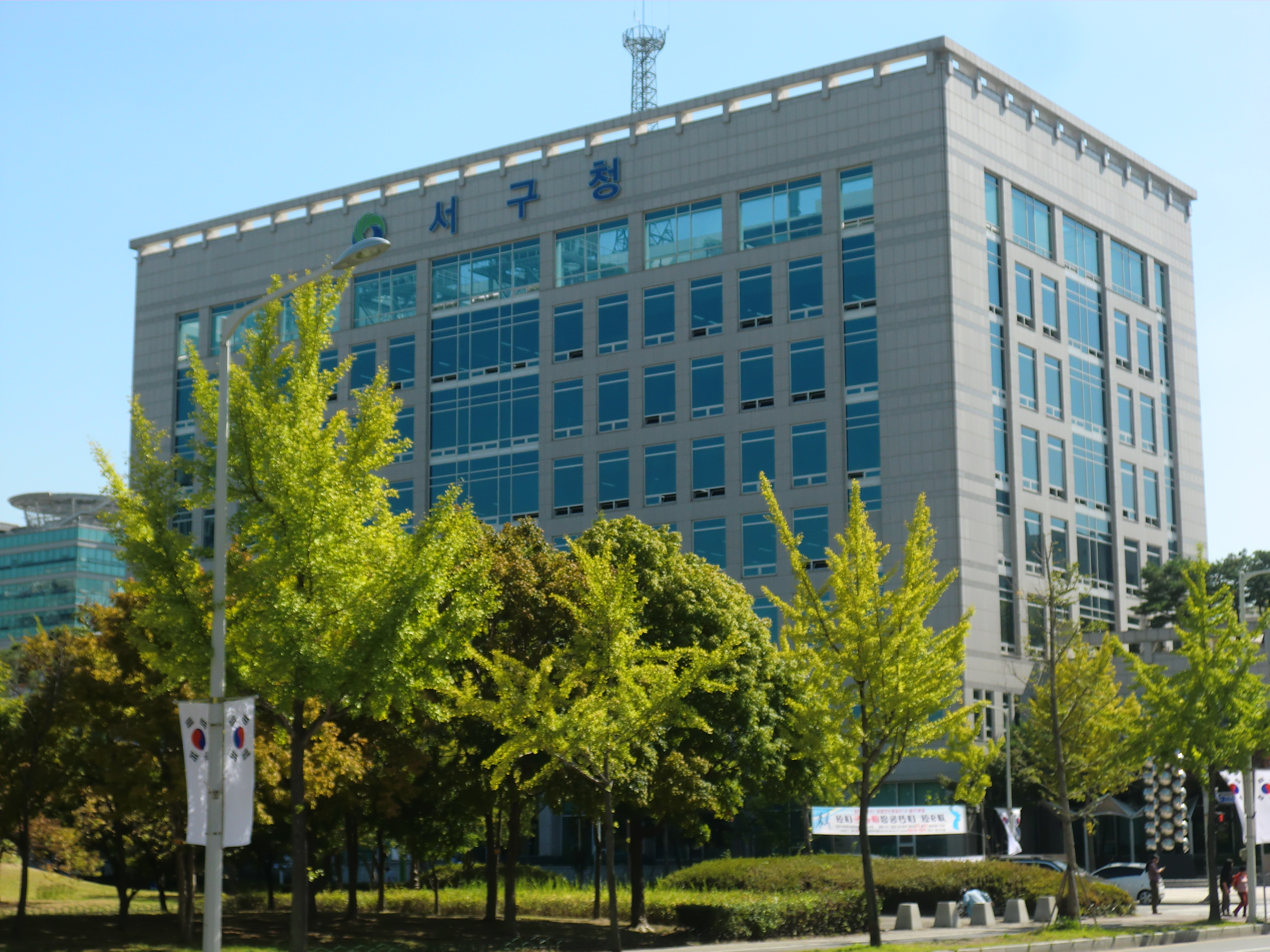
西区庁

西区（ソく）は、大韓民国大田広域市南西部に位置する区である。

## 地理
西と北に儒城区、東に中区と隣接し、一部は大徳区とも接している。中区及び大徳区とは柳等川を境界としている。甲川は西区の中心部を流れ、西区の北部で儒城区と一部境界を成している。
南西部には、九峯山や長泰山、安平山など標高の低い山々が並び、景色が良く、ハイキングなどに適した環境となっている。長泰山には長泰山自然休養林が造成されており、森林浴も可能で、宿泊施設も備わっている。

## 歴史
- 1988年1月1日 - 中区から福守洞・安永洞・桃馬洞・正林洞・辺洞・龍汶洞・炭坊洞・三川洞・槐亭洞・佳状洞・内洞・葛馬洞・屯山洞・月坪洞・元内洞・校村洞・大井洞・龍渓洞・鶴下洞・鶏山洞・佳水院洞・道安洞・関雎洞・鳳鳴洞・九岩洞・徳明洞・元新興洞・上垈洞・伏龍洞・場垈洞・甲洞・老隠洞・智足洞・竹洞・弓洞・魚隠洞・九城洞・文旨洞・田民洞・院村洞・新城洞・柯亭洞・道龍洞・長洞・坊峴洞・花岩洞・徳津洞・下基洞が分立し、西区新設。
- 1989年1月1日 
  - 元内洞・校村洞・大井洞・龍渓洞・鶴下洞・鶏山洞・鳳鳴洞・九岩洞・徳明洞・元新興洞・上垈洞・伏龍洞・場垈洞・甲洞・老隠洞・智足洞・竹洞・弓洞・魚隠洞・九城洞・文旨洞・田民洞・院村洞・新城洞・柯亭洞・道龍洞・長洞・坊峴洞・花岩洞・徳津洞・下基洞(西区の北西部地域)が儒城区へ分離。
  - 忠清南道大徳郡杞城面を編入。

## 生活圏
大きく4つの生活圏で区分されている。
- 杞城洞を中心とした農村地域。
- 桃馬洞及び辺洞を中心とした旧都心地域。
- 佳水院洞を中心とした西南部地域。
- 屯山洞を中心とした新興都心地域

## 行政

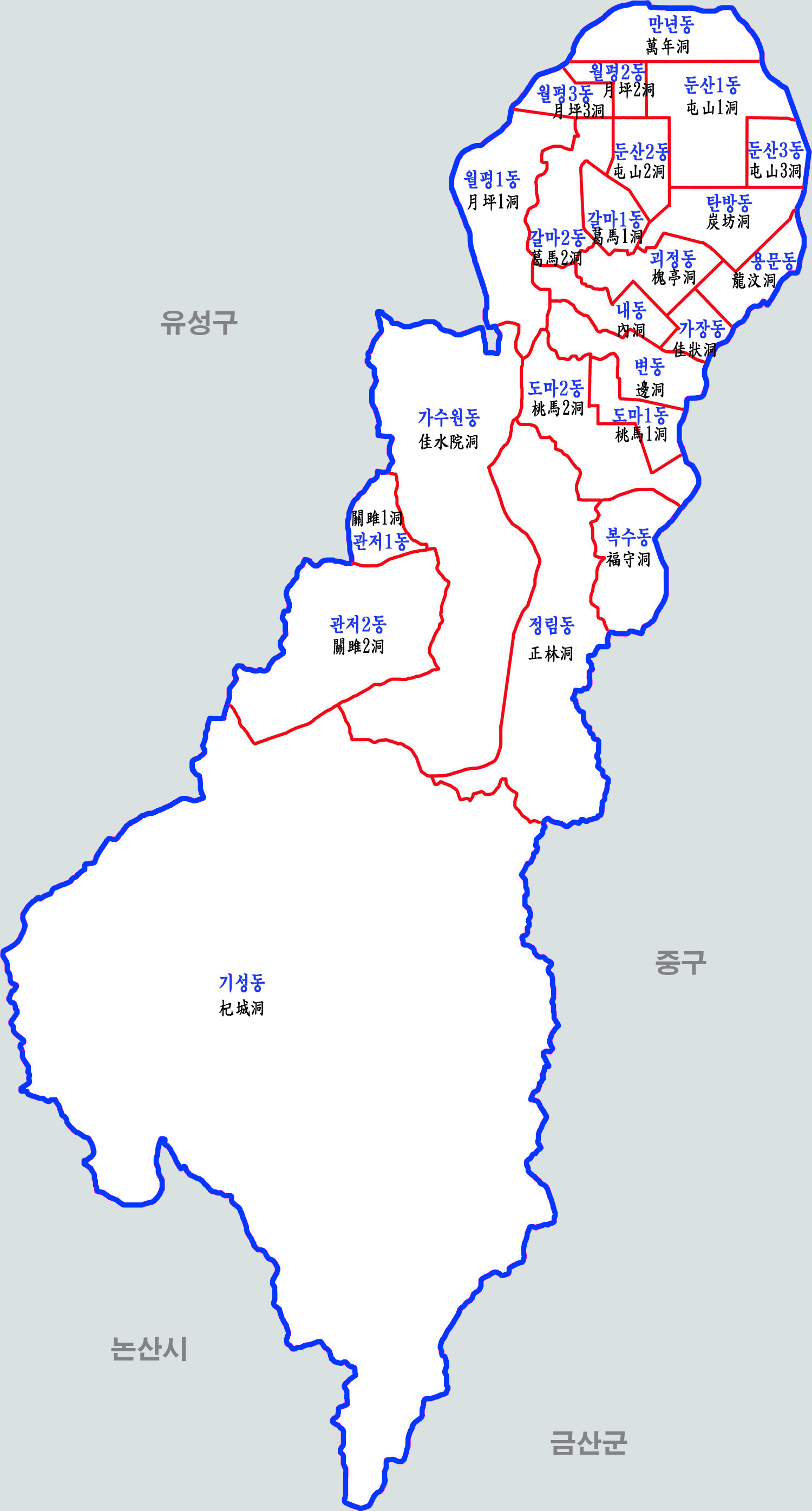
行政区域図

### 行政区画
西区は24の洞に分かれる。
| 行政洞   | 法定洞                                                                       |
| -------- | ---------------------------------------------------------------------------- |
| 福守洞   | 福守洞                                                                       |
| 桃馬1洞  | 桃馬洞                                                                       |
| 桃馬2洞  | 桃馬洞、正林洞                                                               |
| 正林洞   | 正林洞、槐谷洞                                                               |
| 辺洞     | 辺洞                                                                         |
| 龍汶洞   | 龍汶洞                                                                       |
| 炭坊洞   | 炭坊洞                                                                       |
| 屯山1洞  | 屯山洞                                                                       |
| 屯山2洞  | 屯山洞                                                                       |
| 屯山3洞  | 屯山洞                                                                       |
| 槐亭洞   | 槐亭洞                                                                       |
| 佳状洞   | 佳状洞                                                                       |
| 内洞     | 内洞                                                                         |
| 葛馬1洞  | 葛馬洞                                                                       |
| 葛馬2洞  | 葛馬洞                                                                       |
| 月坪1洞  | 月坪洞                                                                       |
| 月坪2洞  | 月坪洞                                                                       |
| 月坪3洞  | 月坪洞                                                                       |
| 万年洞   | 万年洞                                                                       |
| 佳水院洞 | 佳水院洞、槐谷洞                                                             |
| 道安洞   | 道安洞                                                                       |
| 関雎1洞  | 関雎洞                                                                       |
| 関雎2洞  | 関雎洞                                                                       |
| 杞城洞   | 黒石洞、梅老洞、山直洞、壮安洞、坪村洞、五洞、牛鳴洞、元亭洞、龍村洞、鳳谷洞 |

## 警察
- 大田西部警察署
- 大田屯山警察署

## 教育機関
- 培材大学校

## 交通

### 高速道路
- 湖南高速道路支線（251号線）
- 大田南部循環高速道路（300号線）

2線は西大田ジャンクションで結ばれている。

### 鉄道
- 韓国鉄道公社
  - 湖南線

佳水院駅 - 黒石里駅
- 大田広域市都市鉄道公社
  - 大田都市鉄道1号線

龍汶駅 - 炭坊駅 - 市庁駅 - 政府庁舎駅 - 葛馬駅 - 月坪駅 - 甲川駅